# Ray Danton
Pour les articles homonymes, voir Danton (homonymie).
Raymond Caplan, dit Ray Danton, né à New York (19 septembre 1931 – 11 février 1992), parfois crédité sous le nom de Raymond Danton, est un acteur américain, également réalisateur. Il est notamment connu pour son rôle dans La Chute d'un caïd (1960). Il a été l'époux de Julie Adams de 1954 à 1981.

## Biographie
Ray Danton débute dans le monde du spectacle comme acteur de radio sur NBC dans l'émission Let's Pretend en 1943. Il joue déjà pendant sa période d'études à l'Université de Pittsburgh ainsi qu'à la Carnegie Technical School.
Il participe à la guerre de Corée de 1951 à 1954 dans l'infanterie de l'Armée des États-Unis.
Il commence dans le cinéma par le film Chief Crazy Horse en 1955 et est engagé par Universal Pictures. Dès son second film, Une femme en enfer (I'll Cry Tomorrow), il s'oriente vers un rôle type de charmeur dangereux. il rencontre son épouse Julie Adams dans le cadre de son troisième film avec Universal, The Looters. Très présent dans les téléfilms, il reçoit un Golden Globe Award en 1956 comme nouvelle star masculine de l'année.
Avec Onionhead il travailla à la fois avec Warner Bros. et Warner Bros. Television. Cela lui donna l'occasion de son rôle célèbre dans The Rise and Fall of Legs Diamond où il incarne le gangster du titre sous la direction de Budd Boetticher. Il jouera de nouveau des rôles de gangster dans Portrait of a Mobster ou dans The George Raft Story.
Il joue également des rôles d'espion. Il participe régulièrement à la série télévisée The Alaskans, ou joue dans Big Time (1957), Solitare (1961), ou encore Our Man Flint-Dead on Target (1976).
Au milieu des années 1960, il joue aussi dans des productions européennes comme Corrida pour un espion, Nom de code : Jaguar ou New York appelle Super Dragon, y compris "The Last Eden" (incarnant le chanteur Jimmy Nuanu). 
Il forme une compagnie de production de films et produit des films tels The Last Mercenary ; il commence comme réalisateur avec Deathmaster (1972). Il continue aussi de jouer, par exemple dans Triangle en 1971.
Il meurt d'un problème rénal à Los Angeles, Californie.

### Famille
Il a eu deux fils de son union avec Julie Adams, Steve et Mitchell.
Il a eu, également, une fille, Mickaela Esposito Danton (1966), avec Pascale Petit.

## Filmographie partielle

### Comme acteur
- 1954 : Le Grand Chef (Chief Crazy Horse) de George Sherman
- 1954 : The Looters de Abner Biberman
- 1955 : Les Forbans (The Spoilers) de Jesse Hibbs
- 1955 : Une femme en enfer (I'll cry tomorrow) de Daniel Mann
- 1956 : Faux-monnayeurs (Outside the law) de Jack Arnold
- 1957 : The Night Runner d'Abner Biberman
- 1958 : Une femme marquée (Too much too soon) de Art Napoleon
- 1958 : Onionhead de Norman Taurog
- 1958 : Tarawa, tête de pont (Tarawa beachhead) de Paul Wendkos : Lieutenant (puis  Capitaine) Joel Brady
- 1959 : Le Géant du Grand Nord (Yellowstone Kelly) de Gordon Douglas : Sayapi
- 1959 : Le Témoin doit être assassiné (The Big Operator) de Charles F. Haas
- 1960 : La Chute d'un caïd (The Rise and Fall of Legs Diamond) de Budd Boetticher : Legs Diamond
- 1960 : Les Aventuriers (Ice Palace) de Vincent Sherman
- 1961 : Portrait of a Mobster
- 1964 : Le Trésor de Malaisie (Sandokan alla riscossa) : Sandokan
- 1965 : Corrida pour un espion de Maurice Labro
- 1966 : Si muore solo una volta de Giancarlo Romitelli : Mike Gold
- 1967 : Opération Re Mida (Lucky, el intrépido) de Jesús Franco
- 1967 : Dernier Sursaut pour cinq indésirables (Ballata da un miliardo) de Gianni Puccini
- 1968 : Les Mercenaires de la violence (Die große Treibjagd) de Mel Welles
- 1971 : Notre héros retrouvera-t-il le plus gros diamant du monde ? (Riuscirà il nostro eroe a ritrovare il più grande diamante del mondo ?) de Guido Malatesta
- 1973 : Les Rues de San Francisco (TV) - Saison 2, épisode 4 (Before I die) : Al Royce
- 1975 : Apache Blood (Yellow Skirt)

### Comme réalisateur
- 1986 : Le Retour de Mike Hammer (The Return of Mickey Spillane's Mike Hammer)

## Source
- (en) Cet article est partiellement ou en totalité issu de l’article de Wikipédia en anglais intitulé « Ray Danton » (voir la liste des auteurs).

1. ↑  . Pascale Petit rejoignit alors à Hollywood l'acteur Ray Danton, qu'elle avait connu sur le tournage de Corrida pour un espion (1965). Liaison éphémère et retour en Europe (Pascale Petit, Ciné-Revue, 1974).